# Борацит
Борацит — минерал из класса боратов. Безводный хлороборат магния каркасного строения.

## Свойства
Борацит — Mg3[B7O12]OCl. Химический состав: В2О3 — 62,1 %, MgO — 30,7 %, Cl — 8,1 %.Сингония ромбическая. При температуре свыше 265 °C — кубическая. Спайности нет. Твёрдость по минералогической шкале 7. Плотность 2,93—2,95 г/см³. Блеск стеклянный. Прозрачный до полупрозрачного. Цвет белый, зелёный, серый или бесцветный.
Борацит обладает двойным лучепреломлением, несовместимым с правильной системой, почему его и относили к группе оптически аномальных минералов.
Встречается редко. Образуется в осадочных месторождениях; присутствует в эвапоритах вместе с ангидритом, гипсом, калийными и каменной солью, карналлитом. Второстепенный источник бора.

## Классификация
Различают следующие разновидности борацита:
- борацит железистый (разность борацита, которая содержит до 36 % FeO);
- борацит марганцевый (разность борацита с небольшим количеством марганца);
- альфа-борацит:
  - 1 — ромбическая низкотемпературная модификация борацита; устойчива при обычной температуре; выше 265 °C переходит в борацит;
  - 2 — то же, что борацит;
- бета-борацит (то же, что борацит).